# Стрелба на подавление
Стрелба на подавяне – тактически прийом в съвременния общовойскови бой, който се заключава в огнево въздействие върху противника така, че той за кратко да бъде лишен от боеспособността си, да се затрудни видимостта му на бойното поле и да се дезорганизират координацията и управлението му. Използва се за развитие на атаката или при преместване.

## Използване и организация
В класическия сценарии на бойното стълкновение, стрелба на подавяне се препоръчва при атака на отбранителния боен ред на противника и се осъществява с воденето на картечно-артилерийски огън по неговите позиции. Стрелбата на подавяне може да се осигурява или от придадените средства за огнева поддръжка (артилерия, РСЗО, танкове и т.н.), или от определена част от настъпващите войски така, че другите части да имат възможност да се придвижат до позициите на противника и да го лиши от преимуществата на собствената му отбранителна система.
Като правило, стрелбата на подавяне не се води срещу противник заел подготвени в инженерно отношение позиции (окопан). Такава стрелба не води до съществени загуби на противника, но временно оказва силен деморализиращ ефект, затруднява управлението и значително снижава ефективността на ответния огън. Т.е., използването на стрелбата на подавяне придобива смисъл само в тези ситуации, когато е възможно извличането на ефект от нея.

## В масовата култура
Стрелба на подавление се реализира като боен компонент в някои тактически компютърни игри, например Jagged Alliance 2 (с мод v1.13) и Бригада Е5: Нов алианс.